# Scytodes cogu
Scytodes cogu är en spindelart som beskrevs av Antonio D. Brescovit och Cristina A. Rheims 200. Scytodes cogu ingår i släktet Scytodes och familjen spottspindlar.
Artens utbredningsområde är Costa Rica. Inga underarter finns listade i Catalogue of Life.